# Der Hohenfriedberger
«Der Hohenfriedberger», también llamada «Hohenfriedberger Marsch», es una de las marchas más famosas del Ejército de Alemania. Su nombre deriva de la victoria prusiana ante las fuerzas austríacas en la batalla de Hohenfriedeberg, y fue compuesta por el mismo rey Federico II el Grande.

## Historia
Originalmente, la marcha fue compuesta en reconocimiento al Regimiento de Dragones de Ansbach-Bayreuth, que fue un cuerpo militar de caballería creado en 1717. Su nombre se debe a que sus comandantes eran los príncipes margraves de Ansbach y Bayreuth, y asimismo ellos estaban al servicio de los reyes de Prusia. Gracias a la carga de este regimiento contra el Ejército Imperial comandado por el príncipe Carlos Alejandro de Lorena, los prusianos obtuvieron la victoria en Hohenfriedeberg.
Debido a su fuerte significado, la canción se convierte en la marcha prusiana de la victoria por excelencia, siendo usada en cada victoria militar que obtuvo Prusia. Así fue como un siglo después, en 1886, el gran maestro de la música militar prusiana Johann Gottfried Piefke compone una de sus obras marciales legendarias, la «marcha de Königgrätz», cuyo trío final es la de Hohenfriedberger, para conmemorar y resaltar la victoria definitiva de Prusia ante Austria en la Guerra de las Siete Semanas.

## Letra y traducción
| Alemán | Español |
| --- | --- |
| Auf, Ansbach-Dragoner! Auf, Ansbach-Bayreuth! Schnall um deinen Säbel und rüste dich zum Streit! Prinz Karl ist erschienen auf Friedbergs Höh’n, Sich das preußische Heer mal anzusehen. Drum, Kinder, seid lustig und allesamt bereit: Auf, Ansbach-Dragoner! Auf, Ansbach-Bayreuth! Drum, Kinder, seid lustig und allesamt bereit: Auf, Ansbach-Dragoner! Auf, Ansbach-Bayreuth! | ¡Vamos, Dragones de Ansbach! ¡Vamos, Ansbach-Bayreuth! desenvainen sus sables y prepárense para el combate. El príncipe Carlos aparece en las cumbres de Friedberg para poder contemplar al Ejército Prusiano. Así que, niños, anímense y estén todos preparados; ¡Vamos, Dragones de Ansbach! ¡Vamos, Ansbach-Bayreuth! Así que, niños, anímense y estén todos preparados; ¡Vamos, Dragones de Ansbach! ¡Vamos, Ansbach-Bayreuth! |